# Basilique de Spáta
La basilique de Spáta (grec moderne : βασιλική των Σπάτων) est un ancien édifice chrétien situé à Spáta, dans la périphérie de l'Attique, en Grèce.

## Emplacement
L'édifice est situé au lieu-dit Skýbti, à proximité de Spáta,.

## Histoire et description
Construite au cours du Ve siècle, cette basilique paléochrétienne, d'une largeur de 15,40 mètres, est composée de trois nefs avec deux narthex, ainsi que d'un bâtiment adjacent, construit le long de la partie extérieure du mur nord,. L'austérité de certains de ses éléments architecturaux, comme le sol de la nef centrale, couvert de plaques d'argile, pourraient témoigner, soit d'une date précoce de construction, antérieure à celle de la basilique de Brauron, soit d'un désir de fidélité par rapport à la tradition chrétienne,.
Les vestiges de la basilique de Spáta furent fouillés au cours des années 1960.